# ザ・ウォール・ライヴ:アールズ・コート1980-1981
『ザ・ウォール・ライヴ:アールズ・コート1980-1981』 (Is There Anybody Out There? The Wall: Live 1980-1981) は、2000年に発売されたピンク・フロイドの2枚組ライブ・アルバム。

## 解説
1979年に発表され世界的な大ヒットとなったピンク・フロイドのアルバム『ザ・ウォール』のコンサートの模様を収録した作品。1980年8月と1981年6月に行われたロンドンのアールズ・コートでのライブを収録したテイクの中からベスト・トラックを編集して収録された。『ザ・ウォール』でエンジニアを務めたジェームズ・ガスリーがプロデュースした。
本作では、スタジオ盤には収録されていない「ワット・シャル・ウィー・ドゥ・ナウ」と「ザ・ラスト・フュー・ブリックス」の2曲が収められている。 前者は『ザ・ウォール』でレコーディングされたものの、発売当時のLPレコードでは収録時間の制限のために短縮されて「エンプティ・スペーシズ」として収録された（映画「ザ・ウォール」には収録）。後者は元々ライブで「インストゥルメンタル」という即興ナンバーで演奏されており、ステージ上では壁の完成に向けての最終段階であり、その「繋ぎ」の役割があったと思われる。
ライブは、ステージ上にて演奏中に壁が徐々に築き上げられて完全に客席とステージが壁で遮断され、クライマックスでその壁が崩れ落ちるという壮大なものであった。その模様は、本アルバムに同梱されているブックレットでうかがい知ることが出来る。今では伝説となったライブが初の公式音源としてリリースされたが、映像作品は未だに発売されていない。
なお、リチャード・ライトはレコーディング・セッションの終盤になってピンク・フロイドを解雇されて正式なメンバーから外されており、コンサートツアーには「サポートメンバー」の肩書きとして参加している。

## 収録曲

### DISC 1
1. 「MC」Master Of Ceremonies
2. 「イン・ザ・フレッシュ?」- In The Flesh?
3. 「ザ・シン・アイス」- The Thin Ice
4. 「アナザー・ブリック・イン・ザ・ウォール  (パートI) 」- Another Brick In The Wall (part I)
5. 「ザ・ハピエスト・デイズ・オブ・アワ・ライヴス」- The Happiest Days Of Our Lives
6. 「アナザー・ブリック・イン・ザ・ウォール  (パートII) 」 - Another Brick In The Wall (part II)
7. 「マザー」 - Mother
8. 「グッバイ・ブルー・スカイ」- Goodbye Blue Sky
9. 「エンプティ・スペーシズ」 - Empty Spaces
10. 「ワット・シャル・ウィー・ドゥ・ナウ」 -  What Shall We Do Now?
11. 「ヤング・ラスト」 - Young Lust
12. 「ワン・オブ・マイ・ターンズ」 - One Of My Turns
13. 「ドント・リーヴ・ミー・ナウ」 - Don't Leave Me Now
14. 「アナザー・ブリック・イン・ザ・ウォール (パートIII) 」- Another Brick In The Wall (part III)
15. 「ザ・ラスト・フュー・ブリックス」 - The Last Few Bricks
16. 「グッバイ・クルエル・ワールド」 - Goodbye Cruel World

### DISC 2
1. 「ヘイ・ユウ」 - Hey You
2. 「イズ・ゼア・エニバディ・アウト・ゼア」- Is There Anybody Out There?
3. 「ノウバディ・ホーム」- Nobody Home
4. 「ヴィーラ」- Vera
5. 「ブリング・ザ・ボーイズ・バック・ホーム」- Bring The Boys Back Home
6. 「コンフォタブリー・ナム」- Comfortably Numb
7. 「ザ・ショウ・マスト・ゴー・オン」- The Show Must Go On
8. 「MC」- Master Of Ceremonies
9. 「イン・ザ・フレッシュ」- In The Flesh
10. 「ラン・ライク・ヘル」- Run Like Hell
11. 「ウェイティング・フォア・ザ・ワームス」- Wating For The Worms
12. 「ストップ」- Stop
13. 「ザ・トライアル」- The Trial
14. 「アウトサイド・ザ・ウォール」- Outside The Wall

## パーソネル
ピンク・フロイド
- デヴィッド・ギルモア - エレクトリック・ギター、アコースティック・ギター、ボーカル、「Outside the Wall」のマンドリン、音楽監督
- ロジャー・ウォーターズ - ボーカル、ベース、「Mother」のアコースティック・ギター、「Outside the Wall」のクラリネット
- ニック・メイスン - ドラム、パーカッション、「Outside the Wall」のアコースティック・ギター
- リチャード・ライト - ピアノ、オルガン、シンセサイザー、「Outside the Wall」のアコーディオン（ツアー中、ライトはバンドの一員ではなくなり、セッション・ミュージシャンとして雇われた。それにもかかわらず、ツアー・プログラムやアルバムのクレジットではバンド・メンバーとしてリストされていた）

アディショナル・メンバー
- ピーター・ウッド - キーボード、「Outside the Wall」のアコースティック・ギター
- スノウィー・ホワイト - ギター (1980年公演)
- アンディ・ロバーツ - ギター (1981年公演)
- アンディ・ボウン - ベース、「Outside the Wall」のアコースティック・ギター
- ウィリー・ウィルソン - ドラム、パーカッション (1981年6月14日公演を除く)
- クライヴ・ブルックス - ドラム、パーカッション (1981年6月14日公演)
- ジョー・シェメイ - バック・ボーカル
- スタン・ファーバー - バック・ボーカル
- ジム・ハース - バック・ボーカル
- ジョン・ジョイス - バック・ボーカル
- ゲイリー・ユドマン - MC